# Pau III de Constantinoble
Pau III (en grec antic: Παύλος Γ΄) va ser patriarca de Constantinoble de l'any 687 al 693. Va succeir a Teodor I de Constantinoble.
Era un dels secretaris particulars de l'emperador Justinià II Rinotmet. Va presidir el Concili de Trullo o Concili Quintisext (Πενθέκτη Σύνοδος, Penthékti Sýnodos) convocat per aquest emperador, que va agrupar 227 prelats reunits a Constantinoble l'any 692, per reafirmar els cànons dels concilis ecumènics cinquè i sisè.
Pau III va subscriure els 102 cànons que es van aprovar en aquell Concili, i això va ser un dels motius de l'enfrontament entre l'emperador Justinià II i el papa Sergi I. L'Església Ortodoxa el va declarar sant, i la seva festivitat la celebra el dia 30 d'agost.